# Liga LEB 2004-05
La edición 2004-05 de la liga LEB fue la novena edición de la máxima categoría de la Liga Española de Baloncesto. 

## Clasificación liga regular
| #  | Equipos                   | J  | G  | P  | PF   | PC   | Ascenso o descenso              |
| -- | ------------------------- | -- | -- | -- | ---- | ---- | ------------------------------- |
| 1  | Baloncesto Fuenlabrada    | 34 | 27 | 7  | 2676 | 2402 | Playoffs de ascenso a la ACB    |
| 2  | IBB Hoteles Menorca       | 34 | 26 | 8  | 2601 | 2405 | Playoffs de ascenso a la ACB    |
| 3  | León Caja España          | 34 | 24 | 10 | 2754 | 2477 | Playoffs de ascenso a la ACB    |
| 4  | CB Ciudad de Huelva       | 34 | 22 | 12 | 2582 | 2434 | Playoffs de ascenso a la ACB    |
| 5  | Polaris World Murcia      | 34 | 20 | 14 | 2580 | 2524 | Playoffs de ascenso a la ACB    |
| 6  | CAI Zaragoza              | 34 | 19 | 15 | 2726 | 2608 | Playoffs de ascenso a la ACB    |
| 7  | CB Tarragona              | 34 | 18 | 16 | 2602 | 2635 | Playoffs de ascenso a la ACB    |
| 8  | Cáceres 2016 CB           | 34 | 17 | 17 | 2524 | 2507 | Playoffs de ascenso a la ACB    |
| 9  | CB Los Barrios            | 34 | 17 | 17 | 2753 | 2760 |                                 |
| 10 | Calefacciones Farho Gijón | 34 | 15 | 19 | 2559 | 2616 |                                 |
| 11 | Plasencia Galco           | 34 | 15 | 19 | 2402 | 2405 |                                 |
| 12 | Melilla Baloncesto        | 34 | 14 | 20 | 2498 | 2579 |                                 |
| 13 | Alerta Cantabria          | 34 | 14 | 20 | 2488 | 2679 |                                 |
| 14 | Algeciras Cepsa           | 34 | 13 | 21 | 2594 | 2612 |                                 |
| 15 | Valls Félix Hotel         | 34 | 13 | 21 | 2575 | 2694 |                                 |
| 16 | UB La Palma               | 34 | 12 | 22 | 2494 | 2580 | Playoffs de descenso a la LEB 2 |
| 17 | Club Ourense Baloncesto   | 34 | 11 | 23 | 2419 | 2559 | Playoffs de descenso a la LEB 2 |
| 18 | Calpe Aguas de Calpe      | 34 | 9  | 25 | 2449 | 2800 | Descenso directo a la LEB-2     |

## Playoffs de ascenso
Los vencedores de las dos semifinales ascendieron a la Liga ACB.
|  | Quarter Finals | Quarter Finals                | Quarter Finals |                     |    | SemiFinals          | SemiFinals | SemiFinals |  |   | Finals      | Finals | Finals |  |
|  |                |                               |                |                     |    |                     |            |            |  |   |             |        |        |  |
|  |                |                               |                |                     |    |                     |            |            |  |   |             |        |        |  |
|  | 1              | Fuenlabrada                   | 3              |                     |    |                     |            |            |  |   |             |        |        |  |
|  | 1              | Fuenlabrada                   | 3              |                     |    |                     |            |            |  |   |             |        |        |  |
|  | 8              | Cáceres Ciudad del Baloncesto | 0              |                     |    |                     |            |            |  |   |             |        |        |  |
|  | 8              | Cáceres Ciudad del Baloncesto | 0              |                     | 1  | Fuenlabrada         | 3          |            |  |   |             |        |        |  |
|  |                |                               |                |                     | 1  | Fuenlabrada         | 3          |            |  |   |             |        |        |  |
|  |                |                               | 4              | CB Ciudad de Huelva | 2  |                     |            |            |  |   |             |        |        |  |
|  | 4              | CB Ciudad de Huelva           | 4              | CB Ciudad de Huelva | 2  | 3                   |            |            |  |   |             |        |        |  |
|  | 4              | CB Ciudad de Huelva           |                |                     |    |                     |            |            |  |   |             |        |        |  |
|  | 5              | Polaris World Murcia          | 1              |                     |    |                     |            |            |  |   |             |        |        |  |
|  | 5              | Polaris World Murcia          | 1              |                     |    |                     |            |            |  | 1 | Fuenlabrada | 67     |        |  |
|  |                |                               |                |                     |    |                     |            |            |  | 1 | Fuenlabrada | 67     |        |  |
|  |                |                               | 2              | IBB Hoteles Menorca | 66 |                     |            |            |  |   |             |        |        |  |
|  | 2              | IBB Hoteles Menorca           | 2              | IBB Hoteles Menorca | 66 | 3                   |            |            |  |   |             |        |        |  |
|  | 2              | IBB Hoteles Menorca           |                |                     |    |                     |            |            |  |   |             |        |        |  |
|  | 7              | CB Tarragona                  | 1              |                     |    |                     |            |            |  |   |             |        |        |  |
|  | 7              | CB Tarragona                  | 1              |                     | 2  | IBB Hoteles Menorca | 3          |            |  |   |             |        |        |  |
|  |                |                               |                |                     | 2  | IBB Hoteles Menorca | 3          |            |  |   |             |        |        |  |
|  |                |                               | 3              | León Caja España    | 1  |                     |            |            |  |   |             |        |        |  |
|  | 3              | León Caja España              | 3              | León Caja España    | 1  | 3                   |            |            |  |   |             |        |        |  |
|  | 3              | León Caja España              |                |                     |    |                     |            |            |  |   |             |        |        |  |
|  | 6              | CAI Zaragoza                  | 0              |                     |    |                     |            |            |  |   |             |        |        |  |
|  | 6              | CAI Zaragoza                  | 0              |                     |    |                     |            |            |  |   |             |        |        |  |
|  |                |                               |                |                     |    |                     |            |            |  |   |             |        |        |  |

## Playoffs de descenso
|  | 16 | UB La Palma        | 3 |  |
|  | 16 | UB La Palma        | 3 |  |
|  | 17 | Ourense Baloncesto | 1 |  |
|  | 17 | Ourense Baloncesto | 1 |  |

Club Ourense Baloncesto, descendió a la LEB-2.